# Leona Lewis-diszkográfia
Ez az oldal Leona Lewis brit énekes és dalszerző teljes körű diszkográfiája, az első 2005-ös albumától napjainkig. Lewis diszkográfiája ezidáig, három stúdióalbumból, tizennégy videóklipből és tíz kislemezből áll. 2011 júliusáig a pop és R&B énekesnő eladott több mint tíz millió lemezt világszerte.
Miután első nőként megnyerte a brit The X Factor tehetségkutató műsort, a 2006-ban kiadott első kislemeze, az A Moment Like This című szám a legjobb dal lett az Egyesült Királyságban és Írországban, és egyúttal rekordot is döntött, ugyanis harminc perc alatt több mint ötvenezren töltötték le a számot az Egyesült Királyságban, ahol erre ezidáig még nem volt példa. Az ezt követő kislemeze, a Bleeding Love elérte az első helyezést harmincnégy országban, ezzel 2008 legtöbb példányszámban elkelt kislemeze lett világszerte. Lewis első stúdióalbuma, a 2007-ben megjelent Spirit hétmillió példányszámban kelt el világszerte, és ebből csak hazájában hárommillió példányszámban. Az album továbbá a leggyorsabban fogyó debütáló album volt az Egyesült Királyságban és Írországban egyaránt, valamint az Amerikai Egyesült Államokban, Kanadában, Ausztráliában és Németországban is az első helyen nyitott megjelenését követően, így az év hatodik legtöbb példányszámában elkelt lemeze lett. A Spirit továbbá minden idők huszonhetedik legnagyobb példányszámban eladott albuma is lett a Királyságban. Lewis következő kislemeze az ambumról, a Better in Time is világszerte sikeres lett, elérte az első tízbe való besorolást több országban is. Az ezt követő kislemezek, a Forgive Me és a Run is megjelent Európa és Amerika több országában, míg a Forgive Me nem túl nagy sikert hozott, addig a Run Lewis harmadik számú dala lett, ami az UK Albums Chart első helyén szerepelt, és szintén első helyen Ausztriában és Írországban egyaránt. Az album utolsónak megjelenő kislemeze, az I Will Be volt.
Leona második stúdióalbuma az Echo, 2009. november 9-én jelent meg, és két kislemezt tartalmaz. Az első, a Happy, Top 5-be jutott többek között, Ausztriában, az Egyesült Királyságban, Németországban, Írországban, és Svájcban. A második, az I Got You, Lewis legalacsonyabban teljesítő kislemeze volt az ezidáig megjelentek közöl. 2009-ben az Avatar betétdalát ő énekelte, majd 2010-ben a Szex és New York 2. filmzenéjében is énekelt. Még ebben az évben Lewis kiadott egy videót, a The Labyrinth turnéjáról, The Labyrinth Tour: Live from the O2 címen. A brit énekesnő harmadik stúdióalbuma, a Glassheart, 2012. október 12-én jelent meg. Az albumot megelőzte elsőként, a 2011. augusztus 22-én megjelent Collide című kislemez, melyhez közreműködik Avicii, majd az album megjelenése előtt öt nappal kiadott Trouble.

## Stúdióalbumok
| Album címe | Megjelenés                                                                                     | Listás helyezések | Listás helyezések | Listás helyezések | Listás helyezések | Listás helyezések | Listás helyezések | Listás helyezések | Listás helyezések | Listás helyezések | Listás helyezések | Minősítés |
| Album címe | Megjelenés                                                                                     | UK                | AUS               | AUT               | CAN               | GER               | IRE               | NZ                | SWE               | SWI               | US                | Minősítés |
| ---------- | ---------------------------------------------------------------------------------------------- | ----------------- | ----------------- | ----------------- | ----------------- | ----------------- | ----------------- | ----------------- | ----------------- | ----------------- | ----------------- | --- |
| Spirit     | - Megjelent: 2007. november 9. - Kiadó: Syco (#88697185262) - Formátum: CD, digitális letöltés | 1                 | 1                 | 1                 | 1                 | 1                 | 1                 | 1                 | 2                 | 1                 | 1                 | - UK: 9× Platina - AUS: Platina - AUT: Platina - CAN: Platina - GER: 3× Arany - EU: 4× Platina - IRL: 11× Platina - NZ: Platina - SWE: Arany - SWI: 2× Platina - US: Platina |
| Echo       | - Megjelent: 2009. november 9. - Kiadó: Syco (#88697570012) - Formátum: CD, digitális letöltés | 1                 | 31                | 8                 | 16                | 12                | 2                 | 26                | 19                | 3                 | 13                | - UK: 2× Platina - CAN: Arany - SWI: Arany - IRE: Platina - EU: Platina |
| Glassheart | - Megjelent: TBA - Kiadó: Syco - Formátum: CD, digitális letöltés                              | —                 | —                 | —                 | —                 | —                 | —                 | —                 | —                 | —                 | —                 | |

## Középlemezek
| Év   | Album címe                                                                                    |
| ---- | --------------------------------------------------------------------------------------------- |
| 2011 | Hurt – The EP - megjelent: 2011. december 9. - Kiadó: Syco, Sony - Formátum: Blu-ray, DVD, CD |

## Kislemezek
| Év   | Cím                     | Listás helyezések | Listás helyezések | Listás helyezések | Listás helyezések | Listás helyezések | Listás helyezések | Listás helyezések | Listás helyezések | Listás helyezések | Listás helyezések | Minősítés                                                   | Album      |
| Év   | Cím                     | UK                | AUS               | AUT               | CAN               | GER               | IRL               | NZ                | SWE               | US                | EU                | Minősítés                                                   | Album      |
| ---- | ----------------------- | ----------------- | ----------------- | ----------------- | ----------------- | ----------------- | ----------------- | ----------------- | ----------------- | ----------------- | ----------------- | ----------------------------------------------------------- | ---------- |
| 2006 | A Moment Like This      | 1                 | —                 | —                 | —                 | —                 | 1                 | —                 | —                 | —                 | 3                 | - UK: Platina                                               | Spirit     |
| 2007 | Bleeding Love           | 1                 | 1                 | 1                 | 1                 | 1                 | 1                 | 1                 | 2                 | 1                 | 1                 | - UK: Platina - AUS: 2× Platina - NZ: Platina - US: Platina | Spirit     |
| 2008 | Footprints in the Sand1 | 2                 | —                 | —                 | —                 | —                 | 50                | —                 | —                 | —                 | 73                |                                                             | Spirit     |
| 2008 | Better in Time1         | 2                 | 6                 | 3                 | 9                 | 2                 | 4                 | 6                 | 5                 | 11                | 6                 | - UK: Ezüst - AUS: Arany - NZ: Arany                        | Spirit     |
| 2008 | Forgive Me              | 5                 | 49                | 15                | —                 | 15                | 5                 | —                 | 7                 | —                 | 11                |                                                             | Spirit     |
| 2008 | Run                     | 1                 | 78                | 1                 | 13                | 9                 | 1                 | —                 | 13                | 81                | 6                 | - UK: Platina                                               | Spirit     |
| 2009 | I Will Be               | —                 | —                 | —                 | 83                | —                 | —                 | —                 | —                 | 66                | —                 |                                                             | Spirit     |
| 2009 | Happy                   | 2                 | 26                | 2                 | 15                | 3                 | 3                 | 20                | 11                | 31                | 3                 | - UK: Ezüst - CAN: Arany                                    | Echo       |
| 2010 | I Got You               | 14                | —                 | 30                | —                 | 43                | 43                | 29                | —                 | —                 | 43                |                                                             | Echo       |
| 2011 | Collide feat. Avicii    | 4                 | —                 | —                 | —                 | —                 | 3                 | —                 | —                 | —                 | —                 |                                                             | Glassheart |

1A Better in Time a Footprints in the Sand című kislemezzel együtt jelent meg az Egyesült Királyságban.

### Közreműködőként
| Év   | Cím                                                   | Listás helyezések | Listás helyezések | Listás helyezések | Listás helyezések | Listás helyezések | Listás helyezések | Listás helyezések | Listás helyezések | Listás helyezések |
| Év   | Cím                                                   | UK                | AUS               | AUT               | CAN               | GER               | IRL               | NZ                | SWE               | US                |
| ---- | ----------------------------------------------------- | ----------------- | ----------------- | ----------------- | ----------------- | ----------------- | ----------------- | ----------------- | ----------------- | ----------------- |
| 2008 | Just Stand Up! (Artists Stand Up to Cancer részeként) | 26                | 39                | 73                | 10                | —                 | 11                | 19                | 51                | 11                |
| 2010 | Everybody Hurts (Helping Haiti részeként)             | 1                 | 28                | 23                | 59                | 16                | 1                 | 17                | 21                | —                 |

### Egyéb slágerlistát dalok
| Év   | Cím                                 | Legjobb pozíció | Legjobb pozíció | Album/Kislemez                        |
| Év   | Cím                                 | UK              | IRL             | Album/Kislemez                        |
| ---- | ----------------------------------- | --------------- | --------------- | ------------------------------------- |
| 2007 | Forgiveness                         | 46              | 39              | Bleeding Love                         |
| 2007 | Whatever It Takes                   | 61              | —               | Spirit                                |
| 2007 | The First Time Ever I Saw Your Face | 73              | —               | Spirit                                |
| 2008 | Misses Glass                        | 98              | —               | Spirit                                |
| 2009 | Stop Crying Your Heart Out          | 29              | 31              | Echo                                  |
| 2010 | I See You                           | —               | 47              | Avatar: Music from the Motion Picture |

## DVD-k
| Év   | Album címe |
| ---- | --- |
| 2010 | The Labyrinth Tour – Live at The O2 - megjelent: 2010. november 29. - Kiadó: Syco - Formátum: Blu-ray, DVD, CD |

## Videóklipek
| Év   | Cím                       | Rendező(k)       |
| ---- | ------------------------- | ---------------- |
| 2006 | A Moment Like This        | JT               |
| 2007 | Bleeding Love             | Melina Matsoukas |
| 2008 | Bleeding Love (UK verzió) | Jessy Terrero    |
| 2008 | Better in Time            | Sophie Muller    |
| 2008 | Footprints in the Sand    | Sophie Muller    |
| 2008 | Forgive Me                | Wayne Isham      |
| 2008 | Run                       | Jake Nava        |
| 2009 | I Will Be                 | Melina Matsoukas |
| 2009 | Happy                     | Jake Nava        |
| 2009 | I See You                 | Jake Nava        |
| 2010 | I Got You                 | Dave Meyers      |
| 2010 | Everybody Hurts           | Joseph Kahn      |
| 2011 | Collide                   | Ethan Lader      |

## Egyéb megjelenések
| Év   | Dal                | Album                                 | Előadó                          | Megjegyzés          |
| ---- | ------------------ | ------------------------------------- | ------------------------------- | ------------------- |
| 2009 | Perfection         | Ready for Love                        | Tata Young                      |                     |
| 2009 | I See You          | Avatar: Music from the Motion Picture | Leona Lewis                     | Az Avatar betétdala |
| 2010 | Inaspettata        | Inaspettata                           | Biagio Antonacci & Leona Lewis  |                     |
| 2010 | Love Is Your Color | Szex és New York 2.                   | Jennifer Hudson and Leona Lewis |                     |
| 2010 | I Know Who I Am    | For Colored Girls                     | Leona Lewis                     |                     |

## Külső hivatkozások
- Hivatalos honlap
- Leona Lewis az AllMusicon
- Leona Lewis a Discogson

## Fordítás
Ez a szócikk részben vagy egészben  a   Leona Lewis discography című angol Wikipédia-szócikk fordításán alapul.  Az eredeti cikk szerkesztőit annak laptörténete sorolja fel. Ez a jelzés csupán a megfogalmazás eredetét és a szerzői jogokat jelzi, nem szolgál a cikkben szereplő információk forrásmegjelöléseként.
Ez a szócikk részben vagy egészben az Leona Lewis discography című angol Wikipédia-szócikk fordításán alapul.  Az eredeti cikk szerkesztőit annak laptörténete sorolja fel. Ez a jelzés csupán a megfogalmazás eredetét és a szerzői jogokat jelzi, nem szolgál a cikkben szereplő információk forrásmegjelöléseként.